# Paus Marcus
Marcus (Rome?, geboortedatum onbekend - aldaar?, 7 oktober 336) was de 34ste paus van de Katholieke Kerk. Hij regeerde uiterst kort. Men vermoedt dat hij Romein was.
Onder zijn pontificaat werd een begin gemaakt met het bijhouden van een lijst van martelaren (Depositio Martyrum) en bisschoppen (Depositio Episcoparum). Ook liet hij een aantal basilieken bouwen in Rome, wat legaal geworden was voor de Romeinse wet onder zijn voorganger Silvester I.
Marcus stierf op 7 oktober 336. Hij werd heilig verklaard. Zoals gebruikelijk is zijn feestdag dezelfde als zijn sterfdag.
Cursief: tegenpaus